# NGC 6278
NGC 6278 est une galaxie lenticulaire située dans la constellation d'Hercule. Sa vitesse par rapport au fond diffus cosmologique est de 2 831 ± 5 km/s, ce qui correspond à une distance de Hubble de 41,8 ± 2,9 Mpc (∼136 millions d'al). NGC 6278 a été découverte par l'astronome germano-britannique William Herschel en 1784.
Le relevé astronomique SAGA destiné à la recherche de galaxies satellites en orbite autour d'une autre galaxie a permis de confirmer la présence de neuf galaxies satellites pour NGC 6278.
À ce jour, une mesure non basée sur le décalage vers le rouge (redshift) donne une distance d'environ 34,700 Mpc (∼113 millions d'al). Cette valeur est à l'extérieur des valeurs de la distance de Hubble. Notons que c'est avec la valeur moyenne des mesures indépendantes, lorsqu'elles existent, que la base de données NASA/IPAC calcule le diamètre d'une galaxie et qu'en conséquence le diamètre de NGC 6278 pourrait être d'environ 25,5 kpc (∼83 200 al) si on utilisait la distance de Hubble pour le calculer.

## Groupe de NGC 6278
NGC 6278 fait partie d'un trio de galaxies, le groupe de NGC 6278. Les deux autres galaxies du trio sont NGC 6267 et UGC 10650.
D'autre part, selon un article publié par Steven D. Peterson en 1979, NGC 6267 et NGC 6278 forment une paire de galaxies.